# Liste der Kulturdenkmäler in Hirten
In der Liste der Kulturdenkmäler in Hirten sind alle Kulturdenkmäler der rheinland-pfälzischen Ortsgemeinde Hirten einschließlich des Ortsteils Kreuznick aufgeführt. Grundlage ist die Denkmalliste des Landes Rheinland-Pfalz (Stand: 27. Oktober 2023).

## Einzeldenkmäler
| Bezeichnung                       | Lage                             | Baujahr         | Beschreibung                                                  | Bild                                    |
| --------------------------------- | -------------------------------- | --------------- | ------------------------------------------------------------- | --------------------------------------- |
| Katholische Kapelle St. Apollonia | Schulstraße Lage                 | 1766            | Saalbau, bezeichnet 1766                                      | weitere Bilder Fotos hochladen          |
| Wegekreuz                         | Weilerweg Lage                   | 1692            | Wegekreuz, Nischentyp, bezeichnet 1692                        | BW                                      |
| Bildstock                         | außerhalb des Ortes              | 17. Jahrhundert | Bildstock mit Kreuz, 17. Jahrhundert                          | Direkt Bild zu diesem Denkmal hochladen |
| Wegekreuz                         | außerhalb des Ortes an der B 258 | 1665            | Wegekreuz, Nischentyp, bezeichnet 1665                        | Direkt Bild zu diesem Denkmal hochladen |
| Wegekreuz                         | südlich des Ortes Lage           | 17. Jahrhundert | Wegekreuz, 17. Jahrhundert                                    | BW                                      |
| Bildstock                         | Kreuznick, Am Regensbusch Lage   | 1662            | Bildstock, Schöpflöffelform, bezeichnet 1662; Grabkreuz, 1777 | BW                                      |